# Venite exultemus
Venite exultemus är ett album från 2001 av Kommuniteten i Taizé. Albumet spelades in hos kommuniteten i Taizé samma år och innehåller sånger på olika språk.

## Låtlista
1. Venite, exultemus Domino
2. El alma que anda en amor
3. The kingdom of God
4. Alleluia 20
5. Gott ist nur Liebe (Bóg jest miłością)
6. Bogoroditse Dievo
7. Beati voi poveri
8. Jesu redemptor
9. Qui regarde vers Dieu
10. In manus tuas, Pater
11. Jubilate, Alleluia
12. In resurrectione tua
13. Tu sei sorgente viva
14. Kyrie eleison 19
15. Nothing can ever come between us
16. L’ajuda em vindrà del Senyor
17. Bendigo al Señor
18. Alleluia, Slava tiebie Bože
19. Wysławiajcie Pana